# Бои за Кюстринский плацдарм
Бои за Кюстринский плацдарм — оборонительные и наступательные действия войск 1-го Белорусского фронта в Великой Отечественной войне на Кюстринском плацдарме с 3 февраля по 30 марта 1945 года. В ходе операции был захвачен, удержан и значительно расширен плацдарм на реке Одер в районе города Кюстрин (ныне — город Костшин-над-Одрон на территории Польши), штурмом взят город-крепость Кюстрин.

## Образование Кюстринского плацдарма
Стремительное наступление советских войск в ходе Висло-Одерской операции создало условия для нанесения решающего удара по столице гитлеровской Германии — Берлину. На пути Красной Армии оставалась только одна мощная водная преграда — река Одер, расстояние от Одера до Берлина составляло около 70 километров. В районе Кюстрина действовала 9-я полевая армия вермахта (командующий генерал пехоты Теодор Буссе).
Командующий войсками 1-го Белорусского фронта Маршал Советского Союза Г. К. Жуков 30 января 1945 года приказал форсировать Одер, закрепить достигнутый успех, пополнить запасы боеприпасов и горючего и стремительным броском 15 — 16 февраля овладеть Берлином. Для выполнения этой задачи командующий 5-й ударной армией генерал-полковник В. Д. Цветаев сформировал армейскую подвижную группу (командир — заместитель командира 89-й гвардейской стрелковой дивизии полковник X.Ф. Есипенко) в составе 1006-го стрелкового полка, 360-го самоходно-артиллерийского дивизиона из 266-й стрелковой дивизии, 220-й танковой бригады, 89-го гвардейского тяжелого танкового полка, 507-го истребительно-противотанкового артиллерийского полка, зенитно-артиллерийского полка, миномётного дивизиона, дивизиона «катюш», сапёрной роты. Вся группа была посажена на грузовые автомашины. Двигаясь в обход населённых пунктов, группа 31 января достигла реки Одер, с ходу переправилась по непрочному льду и к исходу того же дня захватила плацдарм в 4 км по фронту и 3 км в глубину в районе города Кинитц, в 17 км севернее Кюстрина. 1 и 2 февраля к Одеру подходили основные силы 5-й ударной армии. Не имея достаточных сил для отражения их атак, немецкое командование с 1 по 4 февраля организовало массированные атаки авиации (только за 2 и 3 февраля — свыше 5 000 самолёто-вылетов), уничтожая переправы, нанося потери подходящим к Одеру войскам, разбивая лёд на Одере. Необходимо учитывать, что за предшествующие 20 дней советские войска прошли с боями свыше 300 километров и понесли потери, отстали все тылы, из-за чего доставка боеприпасов и горючего в передовые части почти прекратилась.
Появление советских войск на Одере стало полной неожиданностью для противника. В первый день бой вели запасные и маршевые батальоны, батальоны имперской трудовой повинности, фольксштурм и зенитные части. Но уже 1 февраля в Кюстрин по железной дороге прибыла поднятая по тревоге 25-я моторизованная дивизия, в следующие дни — 303-я пехотная дивизия «Доберитц» и 309-я пехотная дивизия «Берлин», 606-я пехотная дивизия народного ополчения, танковый полк, 2 отдельных танковых и 5 пехотных батальонов. В феврале все силы на этом участке были объединены в 101-й армейский корпус.
Из 5-й ударной армии на плацдарм переправились 94-я гвардейская, 89-я гвардейская и 266-я стрелковые дивизии из 26-го гвардейского стрелкового корпуса (командир гвардии генерал-майор П. А. Фирсов). Севернее в ночь на 2 февраля удалось захватить ещё один плацдарм в районе Гросс-Нойендорфа силами 248-й, 230-й и 301-й стрелковых дивизий из 9-го стрелкового корпуса (командир генерал-майор И. П. Рослый). К исходу 2 февраля эти два корпуса сумели не только отбить все немецкие атаки, но и объединить свои плацдармы в один общий до 25 км по фронту и в глубину от 2 до 7 км.

## Первый этап: февральские бои
На плацдарме разыгралось жестокое сражение. А. Гитлер потребовал до 12 февраля окончательно сбросить советские войска в Одер. Из-за действий немецкой авиации и отставания тылов быстрое наведение переправ оказалось невозможным. Танки и САУ переправляться на плацдарм не могли (тонкий лёд не выдерживал их веса). По ночам бойцы вручную перекатывали по льду через реку артиллерийские орудия и переносили на себе ящики с боеприпасами, но их очень не хватало — в день приходилось отражать от 5 до 7 немецких контратак при поддержке каждой в 15—20 танков. На восточном берегу Одера была развернута советская тяжёлая артиллерия, которая поддерживала огнём войска на плацдарме.
Крайне сложная ситуация оказалась с авиацией — немецкие войска поддерживались большими силами авиации с бетонированных берлинских аэродромов (от 1000 до 2000 самолётовылетов в день), а ВВС фронта могли действовать только с грунтовых аэродромов, раскисших в февральской распутице. В итоге авиационная поддержка советских войск оказалась крайне слабой, а в некоторые дни её не было вообще.
Ситуация была такой сложной, что 4 февраля командующий фронтом Г. К. Жуков направил в войска 5-й ударной армии телеграмму, в которой не приказывал в свойственной ему категорической манере, а именно просил бойцов:
...удержать захваченный плацдарм на западном берегу р. Одер и расширить его хотя бы до 20 км по фронту и 10—12 км в глубину. Я всех вас прошу понять историческую ответственность за выполнение порученной вам задачи и, рассказав своим людям об этом, потребовать от войск исключительной стойкости и доблести. К сожалению, мы вам не можем помочь авиацией, так как аэродромы раскисли и взлететь самолеты в воздух не могут. Противник летает с берлинских аэродромов, имеющих бетонные полосы. Рекомендую:
1) зарываться глубоко в землю;
2) организовать массовый зенитный огонь;
3) перейти к ночным действиям, каждый раз атакуя с ограниченной целью;
4) днем отбивать атаки врага.
Пройдет 2—3 дня — противник выдохнется.

Желаю вам и руководимым вами войскам исторически важного успеха, который вы не только можете, но обязаны обеспечить.
К 2 февраля 32-й стрелковый корпус (командир генерал-лейтенант Д. С. Жеребин) на левом крыле 5-й ударной армии вышел к Одеру и с ходу замкнул кольцо окружения вокруг Кюстрина. Силами трёх дивизий корпус попытался штурмом овладеть городом и крепостью Кюстрин, но овладеть с ходу этим мощным оборонительным узлом на восточном берегу Одера войскам корпуса при недостатке танков и артиллерии не удалось.
2 февраля к Одеру вышли и с ходу форсировали части 1-й гвардейской танковой армии (командующий генерал-полковник танковых войск М. Е. Катуков), при этом особо отличилась 44-я гвардейская танковая бригада (командир полковник И. И. Гусаковский) при поддержке мотострелковой бригады и самоходно-артиллерийского полка. Они захватили небольшой плацдарм юго-восточнее пригородного района Кюстрина Киц.
3 февраля к Одеру южнее Кюстрина с боями стали выходить части 8-й гвардейской армии (командующий гвардии генерал-полковник В. И. Чуйков) — 4-й гвардейский стрелковый корпус (генерал-лейтенант В. А. Глазунов) и 28-й гвардейский стрелковый корпус (генерал-лейтенант А. И. Рыжов). В этот день танкисты Катукова получили приказ о переброске на другое направление, в связи с чем плацдарм был ими передан 8-й гвардейской армии. Вступив в бой, гвардейцы Чуйкова смогли расширить его по фронту до 10 км и в глубину от 2 до 4 км.
Наращивало силы и немецкое командование: к 5 февраля в бой вступили моторизованная дивизия «Курмарк» (45 танков), а 7 февраля — прибывшая с Западного фронта хорошо укомплектованная 21-я танковая дивизия (62 танка и штурмовых орудия). К исходу 8 февраля им удалось потеснить части 47-й стрелковой дивизии и пробить коридор к Кюстрину шириной до 4 километров.
Во второй неделе февраля на Одер стали прибывать инженерные части, приступившие к строительству переправ. Сначала они строили усиленные ледовые переправы, но во время мягкой среднеевропейской зимы с частыми оттепелями они оказались очень ненадежными. К середине месяца были построены два 60-тонных низководных моста, 16-тонный наплавной мост, заработало 16 паромных переправ. По ним с 9 февраля на плацдарм 8-й гвардейской армии начал переправу 11-й танковый корпус (командир генерал-майор танковых войск И. И. Ющук) в составе около 110 танков и САУ, что усилило прочность обороны плацдарма. В итоге к середине февраля немецкие войска выдохлись и с 15 февраля прекратили активные атаки. В борьбе за плацдармы большую роль сыграла советская артиллерия — на плацдарм 5-й ударной армии было переброшено почти 1770 орудий и миномётов, на плацдарм 8-й гвардейской армии — свыше 900 орудий и миномётов (но зато практически не было танков).
12 февраля южнее позиций 8-й гвардейской армии части 69-й армии (генерал-полковник В. Я. Колпакчи) без артиллерийской подготовки скрытно по льду форсировали Одер и внезапным ударом захватили новый плацдарм, штурмом овладев городом Лебус. Позднее этот плацдарм был в ходе частных атак объединён с общим советским плацдармом.
Обе стороны получили небольшую передышку. Первый этап сражения был выигран Красной Армией. Плацдармы были удержаны, расширены и сильно укреплены, на них были наведены переправы. Наибольшую трудность стала представлять немецкая авиация, бомбившая переправы при каждом удобном случае. Только одних понтонов за февраль-март 1945 года немецким лётчикам удалось разбить 126 штук, был нанесён большой урон и другим переправам. В ответ на защиту переправ было переброшено большое количество зенитной артиллерии. Только в конце февраля после завершения ремонта ряда стационарных аэродромов в Польше улучшилось прикрытие плацдармов и переправ советской истребительной авиацией.

## Подготовка к штурму Кюстрина
Ещё в начале февраля 1945 года советское командование отказалось от немедленного удара по Берлину. Основные усилия были перенесены на обеспечение подставленных под удар флангов 1-го Белорусского фронта в Восточно-Померанской и Нижне-Силезской операциях. Но задача последующего наступления на Берлин оставалась в силе и решающим трамплином для удара являлся именно Кюстринский плацдарм. Для этого его требовалось значительно расширить, овладеть городом-крепостью Кюстрин, окончательно снять угрозу переправам через Одер (они постоянно подвергались обстрелу артиллерией Кюстрина, около 90 орудий), занять железнодорожный узел Кюстрина и использовать его для доставки войск.
Город-крепость Кюстрин расположен на восточном берегу Одера и был отлично укреплён: круговая линия сплошных полевых укреплений, по окраине города — рубеж в несколько линий подготовленных к круговой обороне каменных зданий, в центре — цитадель. Также немцы удерживали мощные предмостные укрепления на западном берегу Одера. Гарнизон насчитывал до 16 800 человек (из которых около 10 000 человек были военнослужащими, остальные — фольксштурм и вспомогательные формирования), до 90 орудий, его дополнительно поддерживала артиллерия с западного берега Одера. Гарнизоном командовал генерал-лейтенант войск СС и полиции Хайнц Райнефарт.
Для овладения крепостью стрелковые части были усилены инженерно-сапёрными войсками. Но особо важная роль с учетом опыта боёв в Германии отводилась артиллерии: к Кюстрину были подтянуты десятки артиллерийских полков, артиллерийская бригада особо большой мощности, тяжелые танковые полки, миномётная бригада. Для действий по городу были выделены большие силы бомбардировочной и штурмовой авиации.

## Штурм Кюстрина
С 6 по 12 марта 32-й стрелковый корпус 5-й ударной армии прорвал несколько линий обороны, изолировал от крепости самый крупный район Кюстрина Нойштадт и овладел им штурмом. Уничтожено до 4 тысяч солдат противника, захвачено 3 584 пленных. В эти же дни 8-я гвардейская армия овладела пригородом Киц (немецкие потери здесь составили 2,3 тыс. человек убитыми и 98 — пленными). В боях широко применялись 122-мм и 152-мм гаубицы, 152-мм гаубицы-пушки, 203-мм гаубицы, 230-мм мортиры, 160-мм миномёты. Для эффективного подавления огневых точек, укрытых за мощными каменными стенами, все тяжелые орудия вплоть до 203-мм гаубиц выдвигались для стрельбы прямой наводкой.
Немцы ожидали продолжения штурма Кюстрина, но Г. К. Жуков перенёс главный удар на новое направление, поставив задачу полного окружения Кюстрина. После падения Нойштадта к 22 марта все войска 5-й ударной армии были переправлены на плацдарм на западном берегу Одера. 22 марта армия перешла в атаку севернее Кюстрина. Быстро прорвав первый рубеж обороны, затем войска оказались втянуты в тяжелые бои. Вновь решающую роль играла артиллерия — так, 295-ю стрелковую дивизию поддерживал огонь 281 орудия и миномёта калибром 76 мм и выше, в том числе 107 гаубичных и тяжелых артсистем, а также танковая бригада (43 танка) и тяжёлый самоходно-артиллерийский полк (21 САУ ИСУ-152). Когда немцам удалось вывести из строя основную массу танков, в бой вновь была введена артиллерия большой мощности на прямую наводку.
В тот же день встречный удар нанёс 4-й гвардейский стрелковый корпус 8-й гвардейской армии с плацдарма южнее Кюстрина. Уже во второй половине дня 22 марта части 5-й ударной и 8 гвардейской армий соединились. Тем самым два советских плацдарма были объединены в один, а кюстринская группировка противника — окружена. При этом потери противника составили свыше 3,5 тыс. убитых и 250 пленных. Расстояние между внешним и внутренним фронтами окружения составляло не более 7 км, но наученное опытом боёв советское командование сразу же приняло срочные меры по максимальному укреплению этого «коридора».
Действительно, с 27 по 29 марта немецкие война нанесли сильный удар на этом участке силами 39-го танкового корпуса (25-я и 20-я моторизованные дивизии, танковая дивизия «Мюнхеберг», 502-й тяжёлый танковый батальон СС), более 120 танков и штурмовых орудий, в том числе 39 танков PzVI «Королевский тигр». Этот удар был отбит, незначительное вклинение в советскую оборону было немедленно ликвидировано. Немецкие потери в этих боях составили около 6 700 убитыми, свыше 100 танков. Одновременно советские войска завершали штурм Кюстрина.
На следующий день, 30 марта, были ликвидированы остатки кюстринской группировки в цитадели Кюстрина. Здесь были пленены 3170 человек, в том числе госпиталь с 360 раненными солдатами вермахта. Из окружения удалось прорваться только группе в 1456 солдат во главе с командиром гарнизона Х. Райнефартом. Однако Гитлер был в такой ярости от падения Кюстрина, что приказал немедленно расстрелять его за сдачу города (из-за хаоса последних недель Третьего рейха приказ не был выполнен). На этом сражение было завершено.

## Итог операции
В ходе ожесточённого двухмесячного сражения в самых сложных условиях советские войска создали Кюстринский плацдарм, окружили и уничтожили немецкий гарнизон в городе-крепости Кюстрин и расширили плацдарм по фронту до 44 км и глубиной до 10 км. Плацдарм приобрёл стратегический масштаб.
На плацдарме была создана мощная группировка советских войск (две танковые и 4 общевойсковые армии) и именно отсюда 16 апреля 1945 года 1-й Белорусский фронт нанёс свой главный удар в ходе Берлинской наступательной операции. В боях в районе Кюстрина советские армии 1-го Белорусского фронта получили большой опыт ведения уличных боёв, применённый ими затем при штурме Берлина.

## Потери сторон
Крайне жестокие бои в условиях почти сплошной массивной каменной застройки, подготовленной к длительной обороне, стоили больших усилий и жертв обеим сторонам.
Потери советских войск со 2 февраля по 30 марта 1945 года составили 61 799 человек, причем безвозвратные потери составили 15 406 человек, санитарные — 46 333 человека.
Сражавшаяся против советских войск 9-я немецкая армия только с 1 февраля по 15 марта потеряла более 35 000 человек (3 977 убитых, 12 550 пропавших без вести, 18 848 раненых). Общие потери в последующие дни, с 15 по 30 марта (окружение Кюстрина, отражение попытки его деблокирования, завершающий штурм Кюстрина) составили по советским данным, около 10 200 убитыми и около 3400 пленными. Таким образом, всего в операции немецкие войска потеряли не менее 45 000 человек.